# Apostolepis niceforoi
Espèce
Apostolepis niceforoi  est une espèce de serpents de la famille des Dipsadidae.

## Répartition
Cette espèce se rencontre en Colombie et en Amazonas au Brésil. 

## Étymologie
Cette espèce est nommée en l'honneur de Hermano Nicéforo María.

## Publication originale
- Amaral, 1935 : Estudos sobre ophídios neotropicos XXXIII. Novas especies de ophídios do Colombia. Memórias do Instituto Butantan, vol. 9, p. 219-223.